# ديريك إرنست
ديريك إرنست (بالإنجليزية: Derek Ernst)‏ هو لاعب غولف أمريكي، ولد في 16 مايو 1990 في ووودلاند في الولايات المتحدة.

## وصلات خارجية
- ديريك إرنست على موقع رابطة لاعبي الغولف المحترفين (الإنجليزية)
- ديريك إرنست على موقع التصنيف العالمي الرسمي للغولف (الإنجليزية)